# Shūkan Young Magazine
Shūkan Young Magazine (週刊ヤングマガジン Shūkan Yangu Magajin?) es una revista japonesa de series de manga publicada semanalmente por la editorial Kōdansha. La revista comenzó su circulación en 1980, siendo especialmente dirigida a los hombres y por ello la mayoría de sus series son de demografía seinen. En una publicación de Japanese Magazine Publishers Association sobre la circulación de las revistas japonesas entre octubre de 2008 y septiembre de 2009, Young Magazine había vendido alrededor de 857 013 copias. Entre las series más destacadas difundidas en Young Magazine se encuentran:

## Mangas en Publicación
| Manga                                                                        | Autor                                       | Año                |
| ---------------------------------------------------------------------------- | ------------------------------------------- | ------------------ |
| 1-nichi Gaishutsuroku Hanchō (1日外出録ハンチョウ?)                          | Tensei Hagiwara, Motomu Uehara, Kazuya Arai | Diciembre de 2016  |
| 7-nin no Shakespeare: Non Sanz Droict (7人のシェイクスピア NON SANZ DROICT?) | Harold Sakuishi                             | Diciembre de 2016  |
| Archimedes no Taisen (アルキメデス大戦?)                                     | Norifusa Mita                               | Noviembre de 2015  |
| Are You Lost? (ソウナンですか？ Sōnan desu ka??)                             | Kentarō Okamoto, Riri Sagara                | Enero de 2017      |
| Bukuro Kicks (ブクロキックス?)                                               | Matsuki Ikka                                | Marzo de 2020      |
| Getsuyōbi no Tawawa (月曜日のたわわ?)                                        | Kiseki Himura                               | Noviembre de 2020  |
| God of Dog                                                                   | Kou Kimura                                  | Abril de 2020      |
| GTO: Paradise Lost (GTO パラダイス・ロスト?)                                 | Tooru Fujisawa                              | Abril de 2014      |
| Higanjima 48-nichi-go… (彼岸島?)                                             | Kouji Matsumoto                             | Agosto de 2014     |
| Kenka Kagyō (喧嘩稼業?)                                                      | Yasuaki Kita                                | Diciembre de 2013  |
| Kenshirō ni Yoroshiku (ケンシロウによろしく?)                                | Jasmine Gyuh                                | Marzo de 2020      |
| Kissei Rettō (寄生列島?)                                                     | Edogawa Edogawa                             | Febrero de 2020    |
| Korosazaru Mono, Ikubekarazu (殺さざる者、生くべからず?)                     | Nakamaru Yousuke                            | Abril de 2014      |
| MF Ghost (MFゴースト?)                                                       | Shuichi Shigeno                             | Septiembre de 2017 |
| Minami-ke (みなみけ?)                                                        | Koharu Sakuraba                             | Marzo de 2004      |
| My Home Hero (マイホームヒーロー?)                                           | Masashi Asaki, Naoki Yamakawa               | Mayo de 2017       |
| My Roomie Is a Dino (ギャルと恐竜 Gal to Kyōryū?)                            | Moriko Mori, Cota Tomimura                  | Octubre de 2018    |
| Otaku no Tonari wa Elf desu ka? (おたくの隣りはエルフですか??)               | Meguru Ueno                                 | Julio de 2019      |
| Nande Koko ni Sensei ga!? (なんでここに先生が!??)                            | Soborou                                     | Abril de 2017      |
| Parallel Paradise (パラレルパラダイス?)                                      | Lynn Okamoto                                | Marzo de 2017      |
| Psychometrer Eiji (サイコメトラ?)                                            | Yuma Ando, Masashi Asaki                    | Abril de 2011      |
| Red Card (レッドカード Reddo Kādo?)                                          | Masa Ichikawa                               | Noviembre de 2019  |
| Satanophany (サタノファニ?)                                                  | Yamada Yoshinobu                            | Marzo de 2017      |
| Sengoku Gonbee (センゴク権兵衛?)                                             | Hideki Miyashita                            | Noviembre de 2015  |
| Seven Star JT (セブン☆スターJT?)                                             | Yanauchi Daiju                              | Julio de 2020      |
| Tobaku Datenroku Kaiji: 24-oku Dasshutsu-hen (賭博堕天録カイジ 24億脱出編?)  | Nobuyuki Fukumoto                           | Agosto de 2017     |
| Under Ninja (アンダーニンジャ?)                                              | Kengo Hanazawa                              | Julio de 2018      |
| xxxHolic: Rei (×××ホリック◆ 戻?)                                             | CLAMP                                       | Marzo de 2013      |